# ارتش شمال شرقی ژاپن
ارتش شمال شرقی ژاپن (انگلیسی: North Eastern Army) یکی از پنج ارتش میدانی منطقه‌ای نیروی زمینی دفاع‌ازخود ژاپن است که مقر آن در سندای، استان میاگی قرار دارد. مسئولیت ارتش شمال شرقی ژاپن دفاع از منطقه توهوکو است. ارتش شمال شرقی ژاپن در سال ۱۹۶۰ تأسیس شد.
فرمانده این منطقه یک سپهبد است و نیروی نظامی اصلی آن شامل دو لشکر است و ۱۳ پادگان، یک پادگان فرعی و شش ستاد همکاری محلی تحت فرماندهی این ارتش وجود دارد.
نشان شناسایی نیروهای منطقه توهوکو قبلاً یک عروسک کوکشی و شخصیت "توهوکو" بود، اما طراحی نشان واحد در ۲۶ مارس ۲۰۲۰ اصلاح شد. نشان واحد جدید بر اساس مفهوم "سنت، پیوند، جهش" است، به طوری که خورشید سرخ نمایانگر "سنت" محافظت از توهوکو، نقشه خالی منطقه توهوکو نمایانگر "پیوندها"ی شش استان توهوکو و شش بال آبی نمایانگر شش استان توهوکو نمایانگر "جهش" منطقه در پاسخ به انتقال سیستم و تنوع ماموریت‌ها است. رنگ پس‌زمینه آبی آسمانی نیز نمایانگر "عزم برای تکمیل ماموریت" است.